# Neuilly-Plaisance
Neuilly-Plaisance là một xã ở tỉnh Seine-Saint-Denis, thuộc vùng Île-de-France ở miền bắc nước Pháp.